# 20476 Чанаріч
20476 Чанаріч (20476 Chanarich) — астероїд головного поясу, відкритий 13 липня 1999 року.
Тіссеранів параметр щодо Юпітера — 3,646.